# Los Perales (Atacama)
Los Perales es una localidad chilena ubicada en la Provincia del Huasco, Región de Atacama. De acuerdo a su población es una entidad que tiene el rango de  caserío. Esta localidad forma parte del Valle de El Tránsito, que antiguamente se conocía como Valle de los Naturales.

## Historia
Los antecedentes históricos de Los Perales son escasos.
Antiguamente, constituyó un asentamiento indígena del Valle de El Tránsito. Su nombre deriva del árbol Peral o muro de piedra, debido a la existencia de ruinas indígenas que estaban ubicadas próximo a la quebrada en la que se encuentra situada.

## Turismo
Los atractivos turísticos de esta localidad son escasos. 
Los Perales se ubica en la ribera sur del río El Tránsito, próximo a la localidad de Chanchoquín Chico.
Destacan sus callejones vecinales con árboles cuyo follaje forma refrescantes túneles verdes.

## Accesibilidad y transporte
La localidad de Los Perales se ubica al interior del poblado de Alto del Carmen y de la ciudad de Vallenar.
Existe transporte público diario a través de buses de rurales desde el terminar rural del Centro de Servicios de la Comuna de Alto del Carmen, ubicado en calle Marañón 1289, Vallenar.
Si viaja en vehículo propio, no olvide cargar suficiente combustible en Vallenar antes de partir. No existen puntos de venta de combustible en la comuna de Alto del Carmen.
A pesar de la distancia, es necesario considerar un tiempo mayor de viaje, debido a que la velocidad de viaje esta limitada por el diseño del camino. Se sugiere hacer una parada de descanso en el poblado de Alto del Carmen o en Marquesa para hacer más grato su viaje.
El camino es transitable durante todo el año, sin embargo es necesario tomar precauciones en caso de eventuales lluvias en invierno.

## Alojamiento y alimentación
En la comuna de Alto del Carmen existen pocos servicios de alojamiento formales en Alto del Carmen y en Chanchoquín Grande, se recomienda hacer una reserva con anticipación.
En Los Perales no hay servicios de Camping formales, sin embargo se puede encontrar algunas facilidades para los campistas en El Olivo y en Chanchoquín Grande.
Los servicios de alimentación son escasos, existiendo en Alto del Carmen, Chanchoquín Grande y en El Tránsito algunos restaurantes.
En muchos poblados como Marquesa y El Tránsito hay pequeños almacenes que pueden facilitar la adquisición de productos básicos durante su visita.

## Salud, conectividad y seguridad
Los Perales cuenta con servicio de electricidad, iluminación pública y red de agua potable rural.
En los poblados de Alto del Carmen y de  El Tránsito existen Postas Rurales dependientes del Municipio de Alto del Carmen. y Retenes de Carabineros de Chile
Los Perales no cuenta con servicio de teléfonos públicos rurales, solo con señal para teléfonos celulares.
El Municipio cuenta con una red de radio VHF en toda la comuna en caso de emergencias.

## Educación
En esta localidad se encuentra la Escuela Los Perales G-72. Esta escuela atiende a 5 alumnos. Cuenta con dos aulas, una multicancha, comedor y cocina.
La escuela de la localidad de Los Perales fue creada en junio de 1946 bajo el nombre de “Escuela Coeducacional Nº 35”, debido a necesidad educativa de los pobladores de esta localidad y sus alrededores. Su primer profesor fue don Carlos Retamal Quelopana. Actualmente se llama “Escuela Básica G-72”.